# Paul Rose
Paul Abigal Rose (Mont-real, 16 d'octubre de 1943 - Mont-real, 14 de març de 2013) fou un activista polític quebequès, líder de la cèl·lula Chénier del grup armat independentista Front d'Alliberament del Quebec (FLQ). Considerat terrorista pel Govern canadenc, fou condemnat per segrest i assassinat per estrangulació del ministre Pierre Laporte l'any 1970. Ja en llibertat, esdevingué candidat pel Partit de la Democràcia Socialista a les eleccions de 1992.

## Biografia

### Orígens
Rose va néixer el 16 d'octubre de 1943 al districte de Saint-Henri de Mont-real. A l'edat de vuit anys, la seva família es va traslladar a Ville-Émard i més tard ho va fer a Ville Jacques-Cartier, ara part de Longueuil, on va passar la major part dels seus anys d'adolescència. Paul Abigal Rose va ser anomenat Paul tal com el seu pare, Paul Henply Rose. El seu segon nom prové de la seva mare, Abigal, que fou una part molt important de la seva vida.
A partir de la militància al partit Rassemblement pour l'Indépendance Nationale entrà en contacte l'any 1968 amb grups radicals després de conèixer a Jacques Lanctôt, membre del FLQ, durant una manifestació contra el primer ministre canadenc Pierre Elliott Trudeau, el dia de Sant Joan Baptista.

### Crisi d'Octubre
El 5 d'octubre de 1970, durant el qual es va conèixer com la Crisi d'Octubre, membres de la cèl·lula d'Alliberament del FLQ segrestaren els comissari de Comerç britànic James Cross a la seva casa de Mont-real, com a part d'un intent violent per enderrocar el govern electe i establir un Estat quebequès lliure i socialista, independitzat del Canadà.
El 10 d'octubre Paul Rose, com a líder de la cèl·lula Chénier del FLQ, es va unir als membres Jacques Rose (germà), Bernard Lortie i Francis Simard per segrestar el Ministre de Treball del Quebec i vicepresident de l'Assemblea Nacional del Quebec, Pierre Laporte. L'escamot cregué que molts altres els seguirien a una insurrecció amb l'objectiu de posar Quebec a l'alçada dels anhels de les Rebel·lions del Baix Canadà, és a dir, a esdevenir un país independent. El 17 d'octubre es va trobar el seu cos estrangulat al maleter d'un cotxe. El 1971, Rose va ser condemnat pel segrest i assassinat de Laporte i sentenciat a cadena perpètua. El 1980, l'Informe Duchaine revelà que Rose no estava present quan Laporte va ser assassinat. Fou posat en llibertat condicional l'any 1982.

### Darrers anys
Durant la dècada de 1990 va contribuir al periòdic mensual L'aut'journal. Fou nomenat candidat provincial pel Nou Partit Democràtic del Quebec (NDPQ) a les eleccions parcials de 1992. El seu nomenament va ser controvertit, i va resultar en la denúncia presentada pel partit federal Nou Partit Democràtic contra la seva antiga secció provincial (els llaços entre les dues parts s'havien trencat el 1989) i la recerca d'opcions legals en un intent per a forçar el partit provincial a canviar el seu nom.
El 1996, Rose va ser triat líder del NDPQ, que en aquells temps s'anomenava Partit de la Democràcia Socialista. Dirigí el partit fins a l'any 2002 quan es va unir a la Unió de Forces Progressistes. Va treballar per la Confederació de Sindicats Nacionals. Rose va seguir sent un ferm partidari del moviment sobiranista del Quebec, el qual va comparar amb «un nacionalisme d'alliberament. És un poble que es nega la seva existència, que està tractant de trobar el seu lloc al sol, de la mateixa manera que Palestina i Irlanda».
Morí el 14 de març de 2013 a l'Hospital del Sagrat Cor de Mont-real, als seixanta-nou anys, a causa d'un vessament cerebral.